# Arnold Oskar Weichsel
Arnold Oskar Weichsel (* 7. Mai 1835 in Magdeburg; † 18. April 1919) war ein deutscher Reichsgerichtsrat.

## Leben
Weichsel wurde 1858 auf den preußischen Landesherrn vereidigt. 1869 wurde er Stadt- und Kreisrichter in Magdeburg. 1870 wurde er zum Stadt- und Kreisgerichtsrat befördert. 1879 ernannte man ihn zum Landgerichtsrat, 1884 zum Oberlandesgerichtsrat und 1892 kam er an das Reichsgericht, wo er im IV. Zivilsenat tätig war. Er trat zum Neujahrstag 1904 in den Ruhestand.

## Quelle
- Adolf Lobe: Fünfzig Jahre Reichsgericht am 1. Oktober 1929, Berlin 1929, S. 362.